# ارشادالطالبین
ارشادالطالبین (یا انشاء هرکرن) نام کتابی به فارسی نوشته هرکرن فرزند متهورا داس مولتانی دربارهٔ الگوهای نامه‌نگاری اداری است. هرکرن (هریکارَنه) منشی اعتبارخان و از درباریان جهانگیر، پادشاه گورکانی هند بوده است.
این کتاب به ۷ باب به نام‌های زیر تقسیم شده است:
۱. (نامه‌نگاری) سلاطین به سلاطین ۲. در اصدار فرامین ۳. در شرح پروانجات ۴. در نوشتن عرایض ۵. در نوشتن مکتوبات که ابناء روزگار با یکدیگر نویسند ۶ در نوشتن خط و قباله شرعی ۷. در نوشتن دستک و سرنامه.
این کتاب در میان سال‌های ۱۶۲۴-۱۶۴۵ه / ۱۰۳۴-۱۰۵۵م نوشته شده و در ۱۷۸۱ توسط اف. بالفور با ترجمه انگلیسی در کلکته به چاپ رسیده است.

## منبع
بالفور، اف.، انشاء هرکرن، کلکته ۱۷۸۱.